# Pristipomoides argyrogrammicus
Pristipomoides argyrogrammicus is een straalvinnige vis uit de familie van snappers (Lutjanidae) en behoort derhalve tot de orde van baarsachtigen (Perciformes). De vis kan een lengte bereiken van 40 centimeter. 

## Leefomgeving
Pristipomoides argyrogrammicus is een zoutwatervis. De vis prefereert een tropisch klimaat en heeft zich verspreid over de Grote- en Indische Oceaan. De diepteverspreiding is 70 tot 350 meter onder het wateroppervlak. 

## Relatie tot de mens
Pristipomoides argyrogrammicus is voor de visserij van beperkt commercieel belang. In de hengelsport wordt er weinig op de vis gejaagd. 